# Dewangen
Dewangen ist ein Stadtbezirk der Großen Kreisstadt Aalen im Ostalbkreis in Baden-Württemberg, Deutschland.

## Geografie

### Lage
Vom Ortskern Dewangens sind es etwa sechs Kilometer Luftlinie zur Aalener Innenstadt. Der nächstgelegene Stadtbezirk, etwa zwei Kilometer weiter, ist Fachsenfeld. Die Gemeinde Abtsgmünd liegt etwa drei Kilometer entfernt.
Das Territorium des Stadtbezirks Dewangen insgesamt grenzt im Süden an das der Gemeinde Essingen, im Westen an das der Gemeinde Heuchlingen sowie im Nordwesten und Norden an das der Gemeinde Abtsgmünd. Des Weiteren grenzt das Dewanger Territorium an drei weitere Stadtbezirke Aalens: im Nordosten an Fachsenfeld, im Osten an Wasseralfingen sowie im Südosten an das Gebiet der Kernstadt Aalen.

### Teilorte
Während der Hauptort durch seine wachsenden Siedlungen vorrangig Wohngebiet geworden ist, hat sich die landwirtschaftliche Prägung der Teilorte erhalten. Zum Stadtbezirk gehören (alphabetisch):
Aushof, Bernhardsdorf, Bronnenhaus, Bubenrain, Degenhof, Dreherhof, Faulherrnhof, Gobühl, Haldenhaus, Hüttenhöfe, Kohlhöfle, Lusthof, Langenhalde, Neuhof, Rauburr, Reichenbach, Riegelhof, Rodamsdörfle, Rotsold, Schafhof, Schultheißenhöfle, Tannenhof, Trübenreute.

## Geschichte
Dewangen wurde erstmals 1298 urkundlich erwähnt, als Konrad von Weinsberg dortigen Besitz mit dem Reich tauschte. Der Ort, der im 14. Jahrhundert als Tenwangen, Denewangen oder Dinwang bezeichnet wurde, stand bis ins 14. Jahrhundert unter der Lehnsherrlichkeit des Klosters Ellwangen. Von diesem kaufte die Schwäbisch Gmünder Familie Im Steinhaus die Hoheitsrechte, die es wiederum 1427 dem Gmünder Heilig-Geist-Spital verkaufte. Die Reichsstadt Gmünd übte als Vertreterin ihres Spitals die Hoheit über das Dorf aus und erließ 1584 eine Ortsverfassung. 1803 kam der Ort zum Kurfürstentum (seit 1806 Königreich) Württemberg und wurde in das neu errichtete Oberamt Aalen eingegliedert.

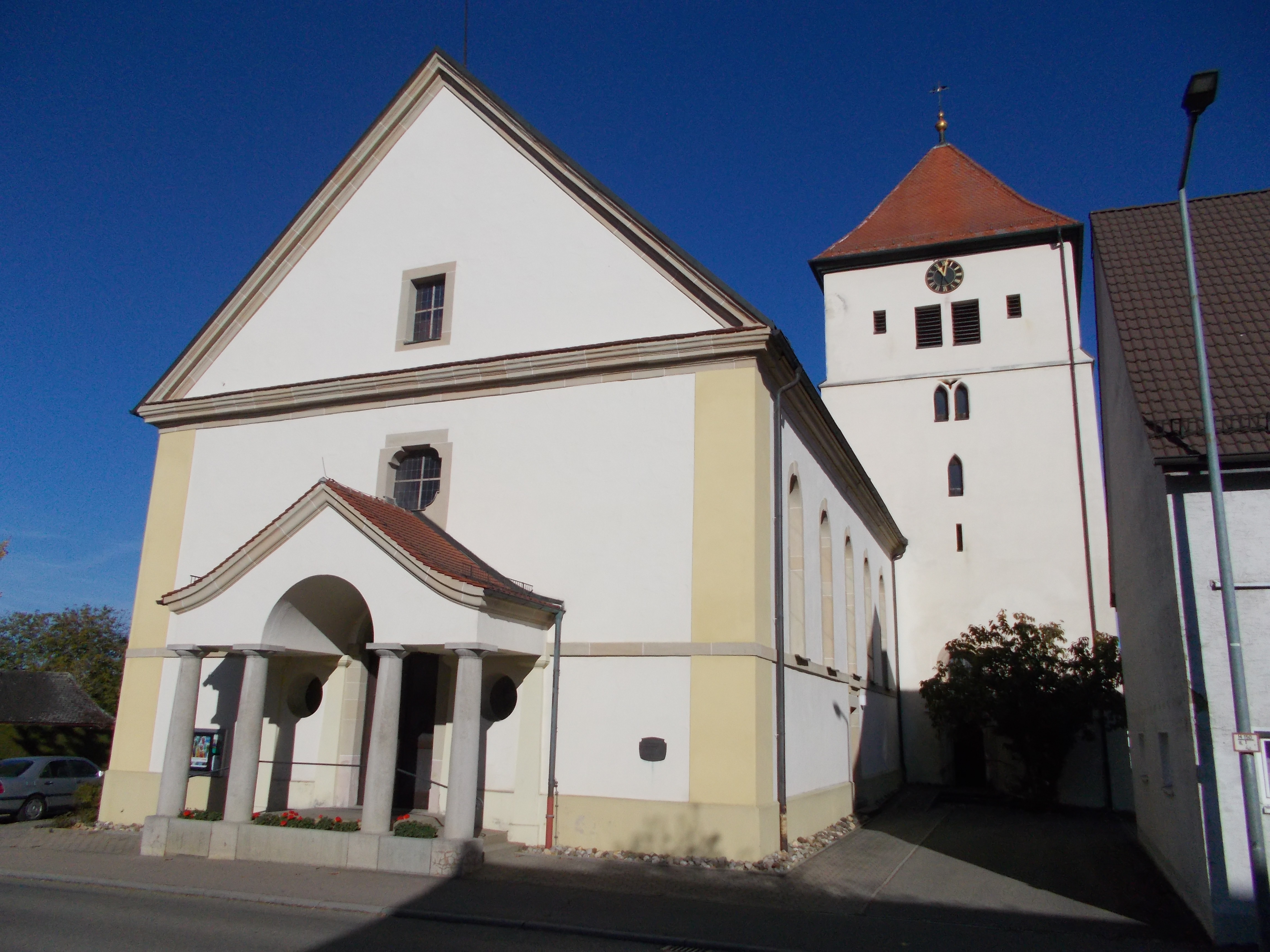
Mariä Himmelfahrt

1820 wurde die katholische Pfarrkirche Mariä Himmelfahrt erbaut, die aber auch schon ältere Gebäudeteile aufweist, den aus dem 13. Jahrhundert stammenden Turm mit seinem frühgotischen Rippengewölbe im Erdgeschoss, das große, aus der Ulmer Schule stammende Kreuz auf dem Hochaltar von 1400 und die kniende Madonna vom Ende des 15. Jahrhunderts.
Am 1. Januar 1973 wurde Dewangen nach Aalen eingemeindet.

## Religionen
62 Prozent der Einwohner Dewangens gehören der römisch-katholischen Kirche an, 24 Prozent der evangelischen Kirche. 14 Prozent gehören anderen Gruppen an oder hatten bei ihrer Registrierung keine Angaben gemacht.

## Politik

### Ortschaftsrat
Der Ortschaftsrat des Stadtbezirks Dewangen hat derzeit 13 Mitglieder, deren Amtszeit fünf Jahre beträgt. Die letzte Wahl fand bei den baden-württembergischen Kommunalwahlen am 9. Juni 2024 statt. Diese ergab folgende Zusammensetzung (die Veränderungen der Fraktionsstärke beziehen sich auf die vorletzte Wahl im Jahr 2019):
| Fraktion    | Anzahl Sitze | Veränderung |
| ----------- | ------------ | ----------- |
| FW Dewangen | 6 Sitze      | −2          |
| CDU         | 2 Sitze      | −1          |
| SPD         | 2 Sitze      | ±0          |
| AfD         | 1 Sitz       | +1          |
| Grüne       | 1 Sitz       | +1          |

### Ortsvorsteher
Ortsvorsteher Dewangens ist seit 2019 Andrea Zeißler (Freie Wähler Dewangen). Zuvor war Eberhard Stark (Freie Wähler Dewangen) von 2014 bis 2019 Ortsvorsteher.

## Sport
Überregional bekannt ist Dewangen für den rund 1300 Mitglieder großen Sportverein TSV Dewangen, dessen Ringermannschaft von 2006 bis 2009 in der 1. Bundesliga Süd kämpfte. Zudem gelang es der Sportakrobatikabteilung des Turnvereins über mehr als ein Jahrzehnt hinweg, zwischen 1995 und 2011, regelmäßig Deutsche Meistertitel nach Dewangen zu holen.

## Söhne und Töchter der Gemeinde
- Martin Elmar Schmid (1913–1980), katholischer Ordensgeistlicher, Bischof von Mariannhill
- Placidus (Thaddäus) Stäb (1887–1965), Benediktiner und Abt in Salvador da Bahia, Erzabt der Brasilianischen Kongregation
- Anton Waibel (1889–1969), kommunistischer Revolutionär